# Cyathura carinata
Cyathura carinata là một loài chân đều trong họ Anthuridae. Loài này được Krøyer miêu tả khoa học năm 1847.